# Дунайска Стреда (окръг)
Окръг Дунайска Стреда (на словашки: Okres Dunajská Streda; на унгарски: Dunaszerdahelyi járás) е административна единица в Търнавския край на Словакия. Център на окръга и негов най-голям град е едноименният Дунайска Стреда. Районът е известен с най-голямата концентрация на унгарско население в Словакия. Окръзите Дунайска Стреда и Комарно са двата окръга на Словакия, в които преобладават унгарци. Площта му е 1074 км², а населението е 124 669 души (по преброяване от 2021 г.).

## Статистически данни
Национален състав:
- Унгарци 83,3 %
- Словаци 14 %
- Цигани 1 %

Конфесионален състав:
- Католици 77,8 %
- Реформати 9,5 %
- Лютерани 1,7 %